# Pentastiridius proxima
Pentastiridius proxima är en insektsart som beskrevs av Logvinenko 1978. Pentastiridius proxima ingår i släktet Pentastiridius och familjen kilstritar.
Artens utbredningsområde är Azerbajdzjan. Inga underarter finns listade i Catalogue of Life.